# Catedral Basílica Nossa Senhora da Assunção (Mariana)
A Catedral Basílica Nossa Senhora da Assunção ou Catedral Sé de Mariana é uma catedral-basílica católica, sede da Arquidiocese de Mariana. Está localizada no estado brasileiro de Minas Gerais, na cidade de Mariana. É dedicada a Nossa Senhora da Assunção.
É uma das duas catedrais basílicas de Minas Gerais, a outra sendo a de Nossa Senhora do Pilar, em São João del-Rei.

## Histórico

### Construção da igreja
A atual paróquia de Nossa Senhora da Assunção foi constituída em 1704 sendo à época consagrada a Nossa Senhora do Carmo, época em que o único templo do Arraial do Ribeirão do Carmo era a Capela da Virgem do Carmo. Uma pequena capela de taipa então foi levantada pelo minerador português António Pereira Machado. As obras do templo atual começaram em 1711, ano em que o governador Antônio de Albuquerque elevou o arraial à categoria de vila. Com isso, a igreja recebeu o título de matriz consagrada a Nossa Senhora da Conceição.
Uma primeira ampliação ocorreu entre 1713 e 1718, encarregada ao mestre Jacinto Barbosa Lopes, que reaproveitou a estrutura existente e a transformou em sacristia. Em 1734 o edifício já estava bastante estragado, iniciando novas obras na fachada e erguendo-se as torres sob a responsabilidade do mestre António Coelho Fonseca. Apenas em 1798 é que as paredes externas foram reconstruídas em pedra e cal. Em 1727 foram concluídas as obras de talha e douramento do altar-mor, com execução de José Martins e Manuel de Sousa e Silva, e os altares laterais foram construídos entre 1744 e 1751 por José Coelho Noronha.

### Conversão a catedral
Em 1745, com a criação da Diocese de Mariana, a matriz foi elevada a catedral dedicada a Nossa Senhora da Assunção, por meio do Alvará de D. João V, Rei de Portugal, datado de 2 de maio de 1747:
Eu, El-Rei, como governador e perpétuo administrador que sou do mestrado, cavalaria e ordem de Nosso Senhor Jesus Cristo, faço saber aos que este meu alvará virem, que atendendo a se fazer precisa a ereção de catedral no novo Bispado de Mariana e erigirem-se nela dignidades, cônegos e mais ministros que hajam de servir, hei por bem criar e erigir de novo catedral na cidade de Mariana, e que nela haja quatorze prebendas, das quais quatro serão para as dignidades de arcediago, arcipreste, chantre e tesoureiro-mór, e dez para cônegos, como também doze capelães, hum mestre de cerimônias, quatro moços do coro, um sacristão, um mestre da capela, um organista, um porteiro da massa [...]. Lisboa, dois de maio de mil setecentos quarenta e sete anos.

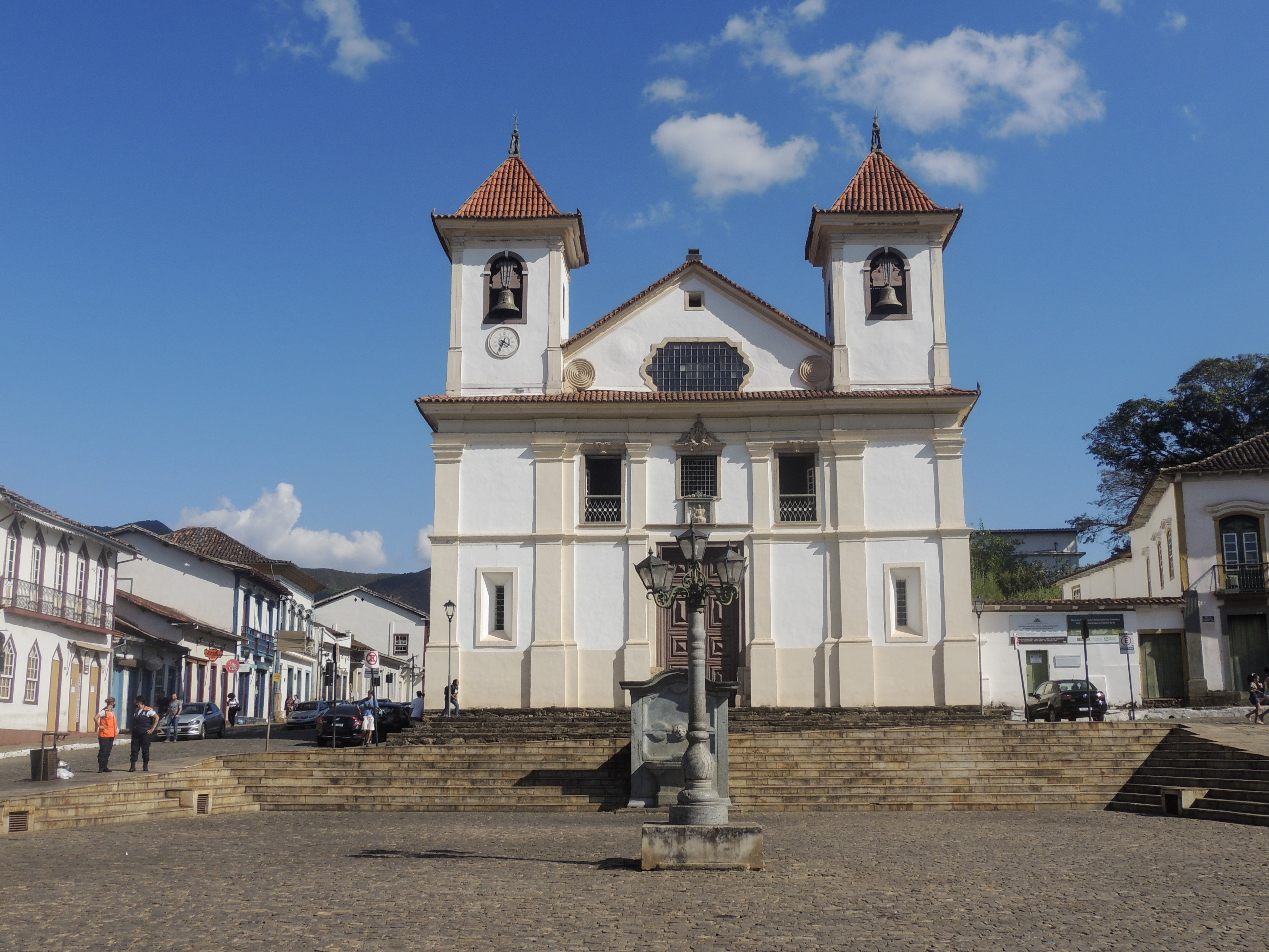
Catedral Basílica de Nossa Senhora da Assunção, no Centro Histórico de Mariana

O primeiro bispo, Dom Frei Manuel da Cruz, O. Cist., ao assumir a diocese em 1748, contratou a colocação do forro e a pintura interior da igreja. Nesta época também foi instalado o órgão  decorado com talha e pintura em motivos chineses, de fabricação alemã. A construção da capela do Santíssimo Sacramento e a conclusão do reboco foram realizados entre 1751 e 1761, ano em que a pintura do teto da nave central e da capela-mor, e as duas cúpulas e o douramento dos altares laterais, foram executadas por Manuel Rabelo de Sousa. Ao mesmo tempo António José da Fonseca construiu os balaústres da nave e a grade do coro.
Várias outras obras, das quais não resta descrição exata, foram realizadas entre 1763 e 1789 por José Pereira Arouca e Fernando Cosme Guimarães. Na década seguinte a talha passou por reparos, e em 1801 o frontispício de taipa foi reconstruído em pedra e cal, respeitando a forma original. Novos reparos foram executados nos séculos XIX e XX. Por volta de 1930, todo o piso da nave foi trocado por ladrilho, e em 1937 o IPHAN fez um restauro completo.
Em fevereiro de 2016 iniciou-se uma outra reforma na Catedral. A reforma faz parte do PAC das Cidades Históricas. As intervenções vão ser realizadas nas alvenarias, pisos, forros, telhado, estrutura, instalações hidrossanitárias e de drenagem. Obras de conservação preventiva também serão feitas.

### Descrição

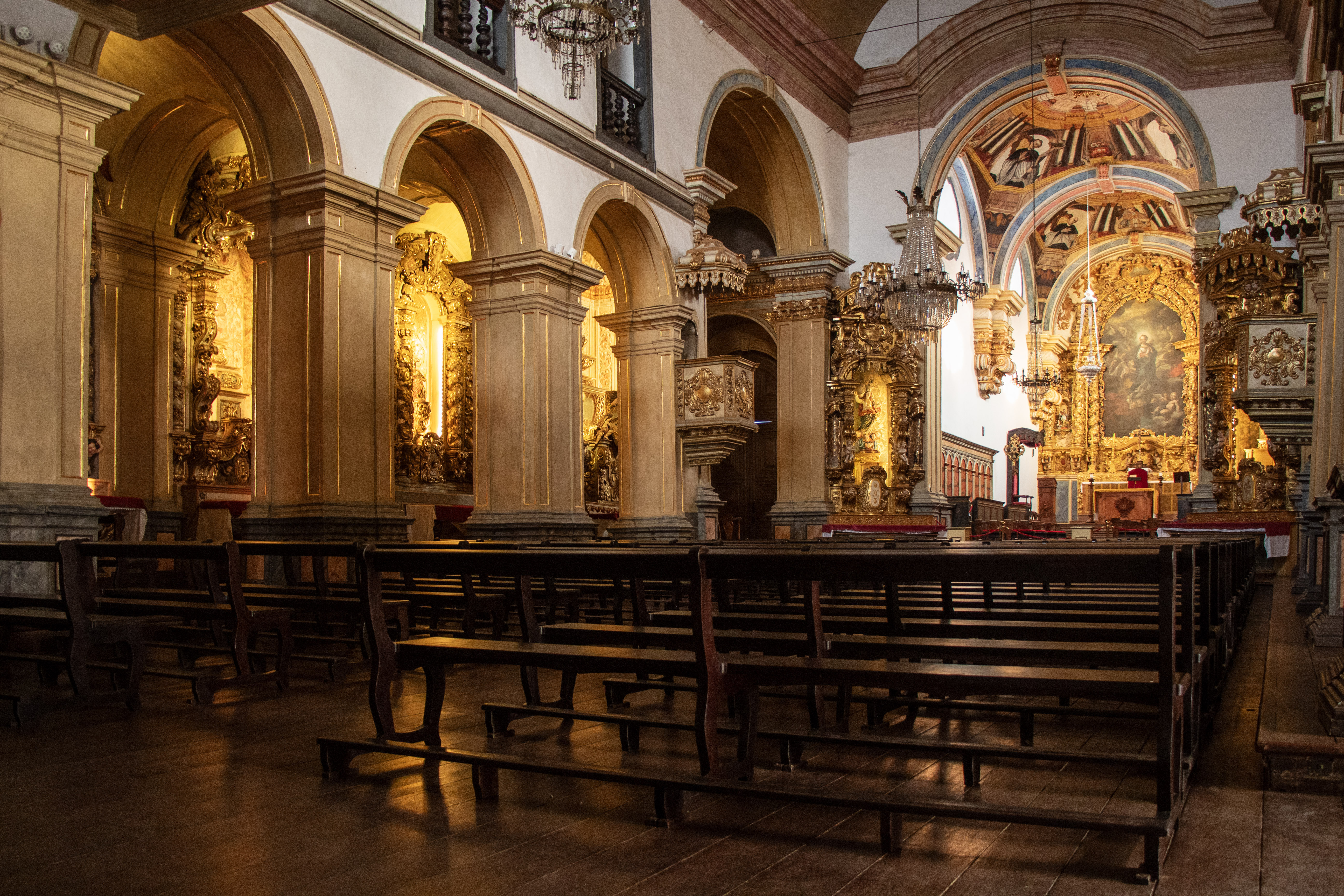
Vista da nave da Catedral Basílica de Nossa Senhora da Assunção

A fachada tem traços sóbrios, com um corpo central e dois campanários laterais, uma porta centralizada e três janelas de verga reta no piso superior, e um frontão triangular de arremate. Segundo John Bury, seu estilo remete à arquitetura chã, uma variante do Maneirismo português, estilo que foi o mais comum na primeira fase construtiva da arquitetura sacra em Minas Gerais.

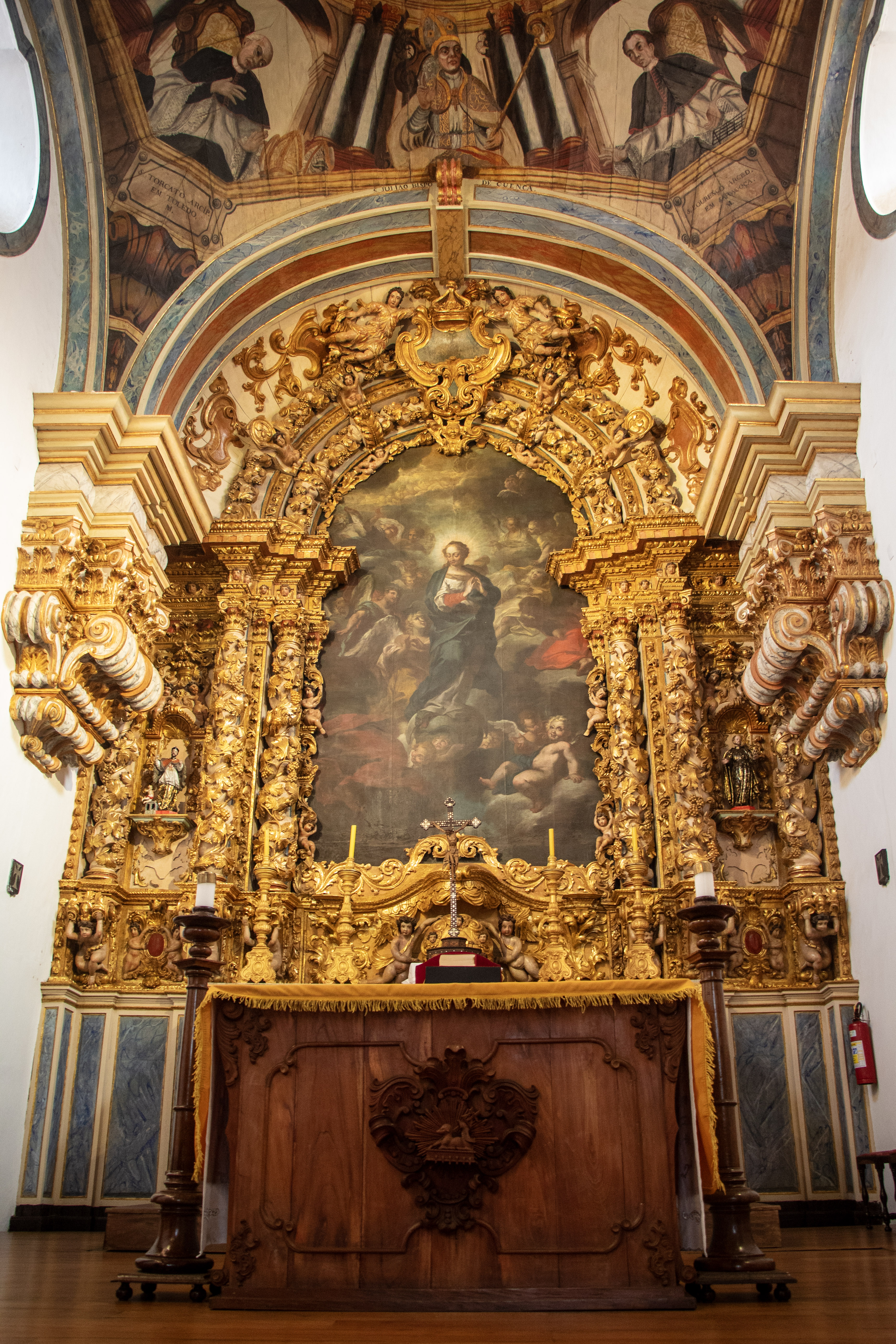
Altar-mor da Catedral de Mariana

A planta possui uma nave central e duas laterais, mas estas são estreitas e mais funcionam como deambulatórios. Ali se encontram diversos altares. A capela-mor é separada da nave por um grande arco, em cujas extremidades são colocados dois grandes altares, entalhados por Francisco Vieira Servas. Dois outros altares importantes estão em capelas anexas ao cruzeiro que funcionam como transepto. Esses retábulos são os dedicados a Nossa Senhora do Rosário e São Miguel e Almas e os do arco cruzeiro a Nossa Senhora da Conceição e São José, executados pelo entalhador português Francisco Xavier de Brito. Também conta com um coro.
A decoração é muito rica e sofisticada, mas devido ao longo lapso de tempo em que foi executada, não tem uniformidade estilística, variando do Barroco ao Rococó. A talha dourada da Catedral tem excepcional qualidade. Alguns altares revelam os traços da primeira fase do Barroco, o chamado Estilo Nacional Português, e outras são da segunda fase, o chamado Estilo Joanino, com os nichos ostentando rica estatuária. Um dos altares ainda guarda a imagem antiga de São João Evangelista, que foi um dos oragos da primitiva Matriz.
O teto da nave tem uma pintura contra um fundo branco, mas não é a original, reduzindo-se hoje a um medalhão ornamental centralizado em estilo Rococó tardio emoldurando uma cena de Nossa Senhora da Assunção entre anjos, encimado pela armas do Império do Brasil. A capela-mor também tem o teto pintado, mostrando imagens de cônegos santificados pela Igreja em meio a uma estrutura de arquitetura ilusionística,  obra executada em 1760 por Manuel Rebelo e Souza, e possui ainda um cadeiral entalhado decorado com pinturas imitando a arte chinesa.
No retábulo-mor há uma grande pintura datada da década de 1710-20 representando Nossa Senhora da Conceição, o que é curioso em vista do orago da Catedral ser a Assunção. A pintura substituiu o antigo trono entalhado para a imagem da Virgem. O tapa-vento da entrada, entalhado e pintado com motivos chineses e florões na parte interna, é atribuído a Vieira Servas, que também esculpiu a tampa da pia batismal, esta feita em pedra por José Pereira Arouca. O painel no batistério representando o Batismo de Cristo é atribuído a Manoel da Costa Ataíde.

### O órgão

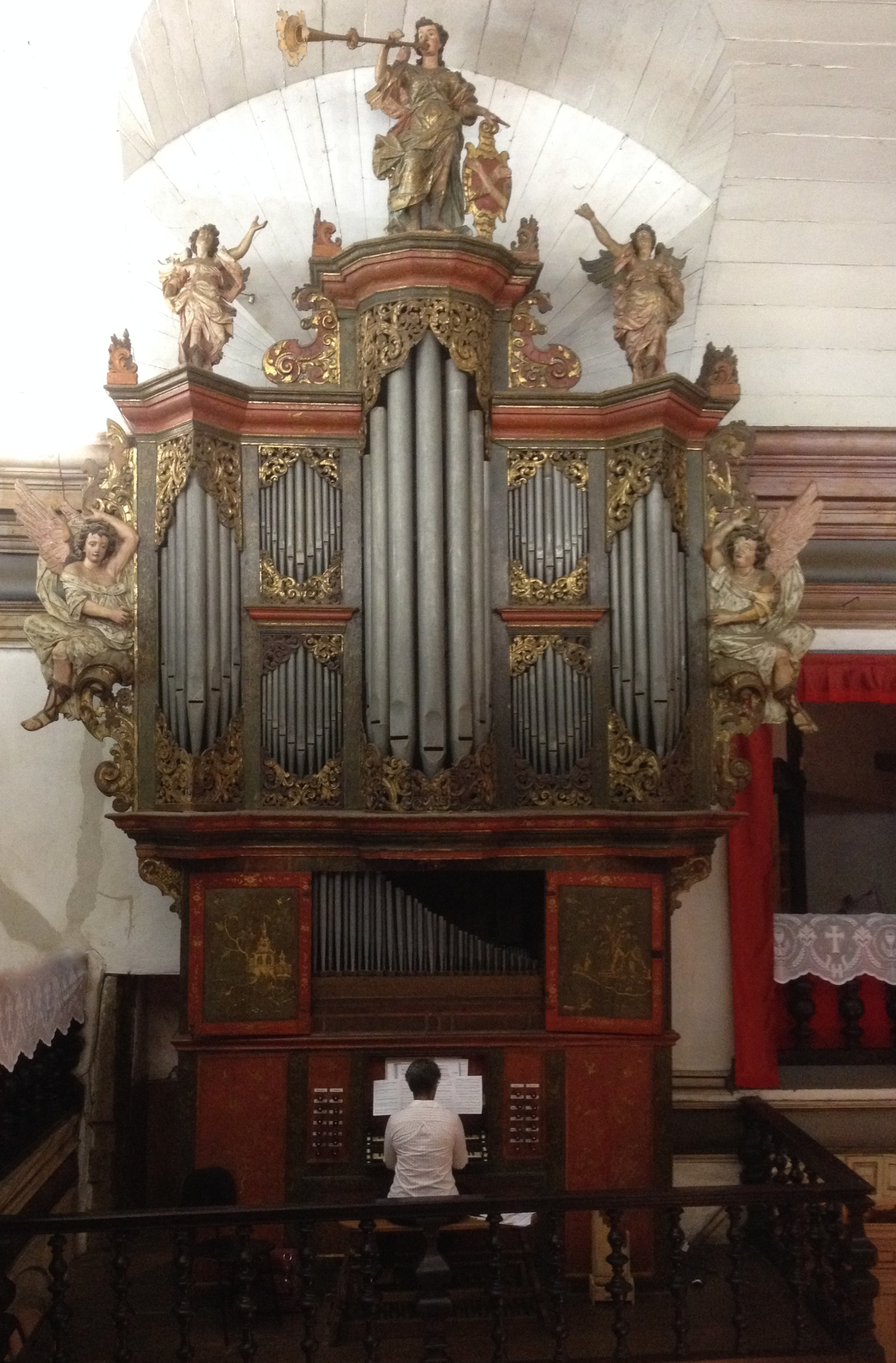
O órgão

Em 1753, a catedral recebeu, do rei D. José I, o órgão que ainda se encontra nessa igreja, o qual passou por duas restaurações: entre 1977-1984, pela firma Beckerath Orgelbau, em Hamburgo, e entre 2000-2002, pela firma Edskes Orgelbau, na própria catedral. Não existem documentos sobre o local e data de construção desse órgão, porém, dada a semelhança com o órgão germânico da catedral de Faro (Portugal), a autoria do órgão de Mariana foi atribuída a Arp Schnitger e sua construção suposta em Hamburgo na primeira década do século XVIII.
Atualmente essa autoria vem sendo questionada, pela falta de documentos comprobatórios sobre a construção e pela inconsistência com a trajetória dos órgãos Arp Schnitger, sendo cada vez mais considerada a hipótese de sua construção em Portugal por Johann Heinrich Hulenkampf (Joâo Henriques Hulemcampo), discípulo de Arp Schnitger, na terceira década do século XVIII, pois já foi demonstrado que o órgão da catedral de Faro foi construído ou instalado por Hulenkampf.
O órgão de Mariana possui os símbolos franciscanos e a assinatura de Hulencampf com a data "1723", sendo possível que tenha sido construído por esse organeiro no Convento de São Francisco de Lisboa e enviado para o Rio de Janeiro em 1752, chegando em Mariana em 1753, portanto antes do terremoto de 1755, que destruiu o convento franciscano de Lisboa. A varanda em que se localiza o órgão foi executada por Manuel Francisco Lisboa, que também conduziu os trabalhos de assentamento do órgão na catedral, provavelmente acompanhados pelo Padre Manuel da Costa Dantas (c.1714-c.1784), primeiro organista da Catedral de Mariana entre 1748-1750, mestre da capela e subchantre entre 1750-1753.

## Galeria

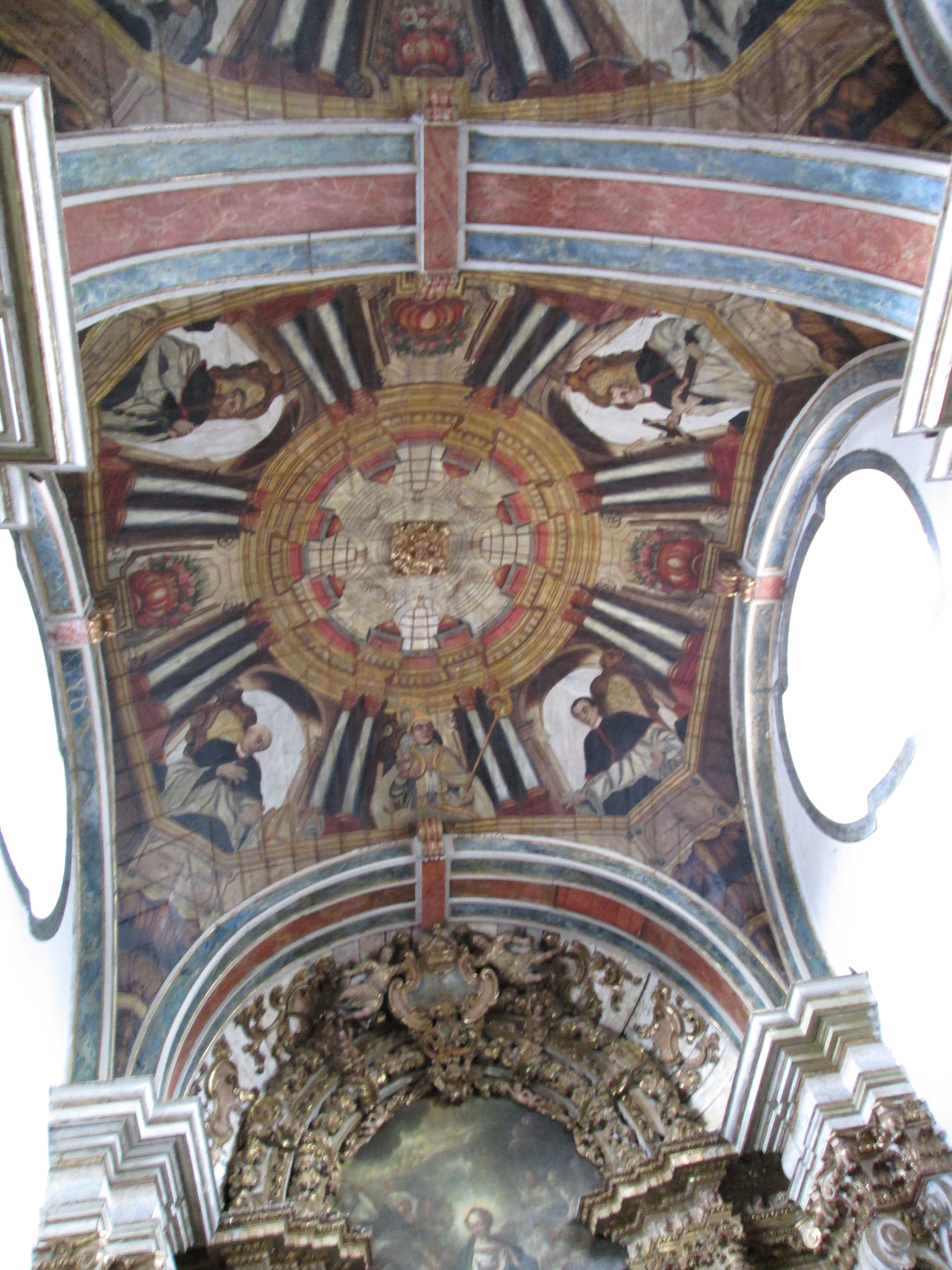
O teto da capela-mor
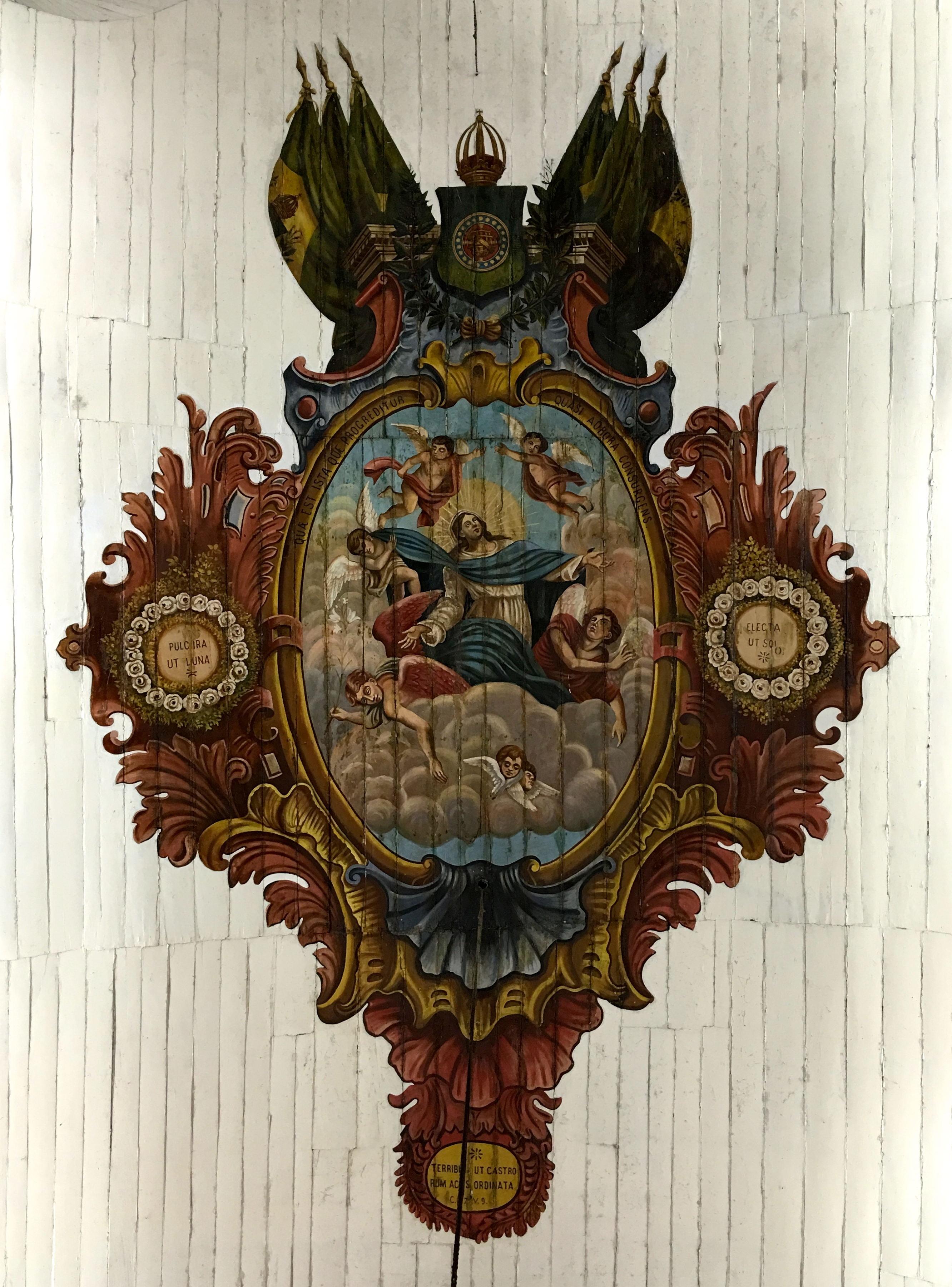
Medalhão do teto da nave
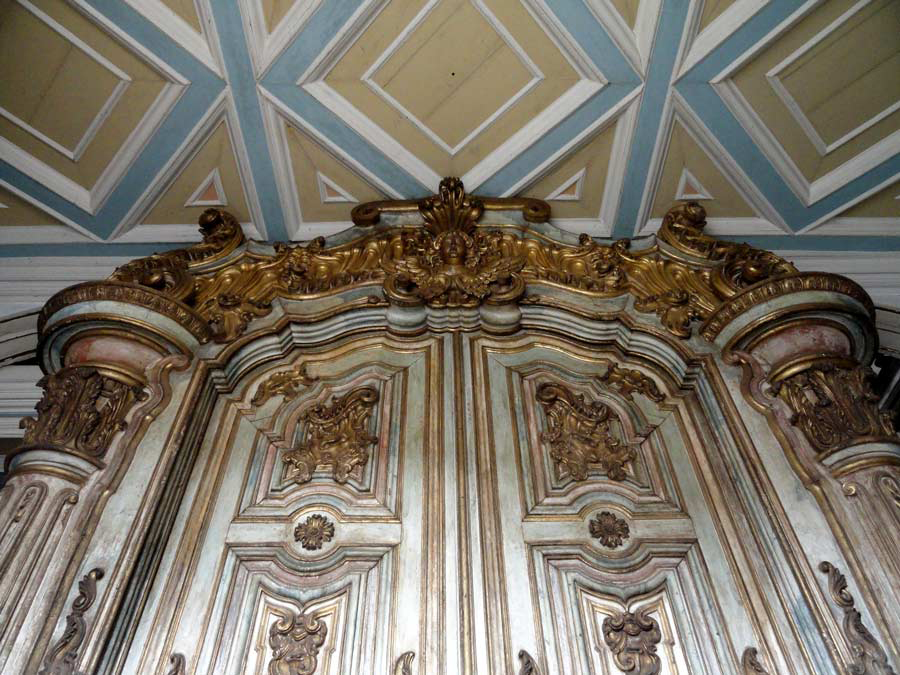
Detalhe do tapa-vento
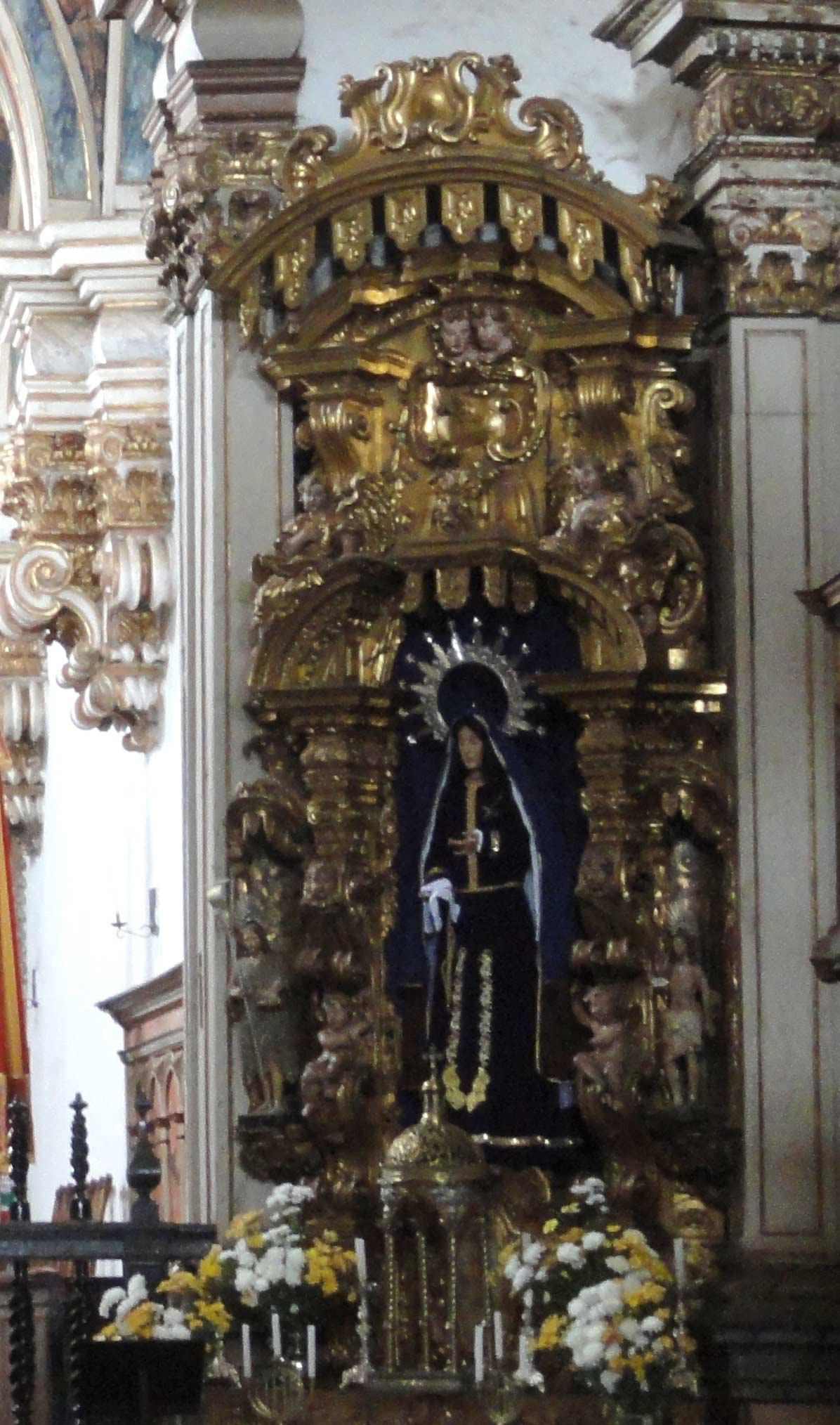
Altar lateral